# Guj Aghadż
Guj Aghadż – wieś w Iranie, w ostanie Azerbejdżan Zachodni, w szahrestanie Takab. W 2006 roku liczyła 1557 mieszkańców.